# Oued Cheham
Oued Cheham (în arabă وادى الشحم) este o comună din provincia Guelma, Algeria.
Populația comunei este de 14.043 de locuitori (2008).